# Ferrum Noricum

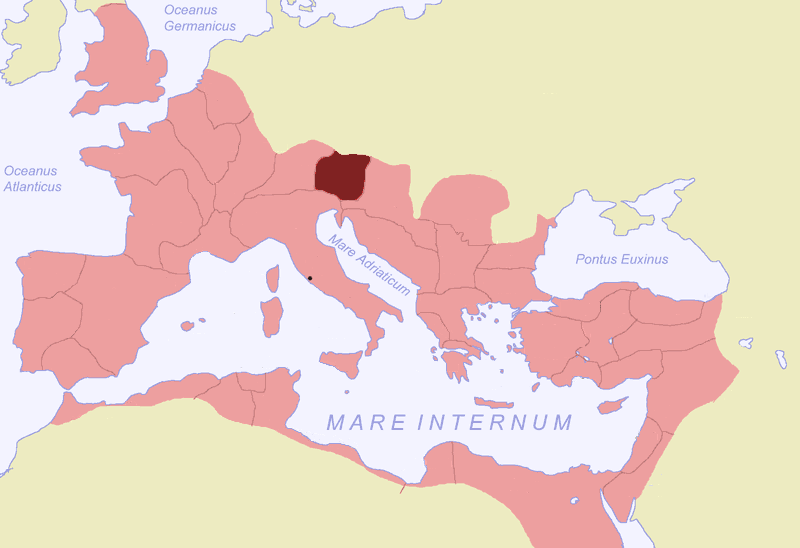
Noricum zur Zeit des Römischen Reiches

Ferrum Noricum, lateinisch für norisches Eisen oder norischer Stahl, war ein weithin bekannter kohlenstoffhaltiger, härtbarer Stahl aus dem keltischen Königreich und der späteren römischen Provinz Noricum während der Zeit des Römischen Reichs.

## Allgemeines

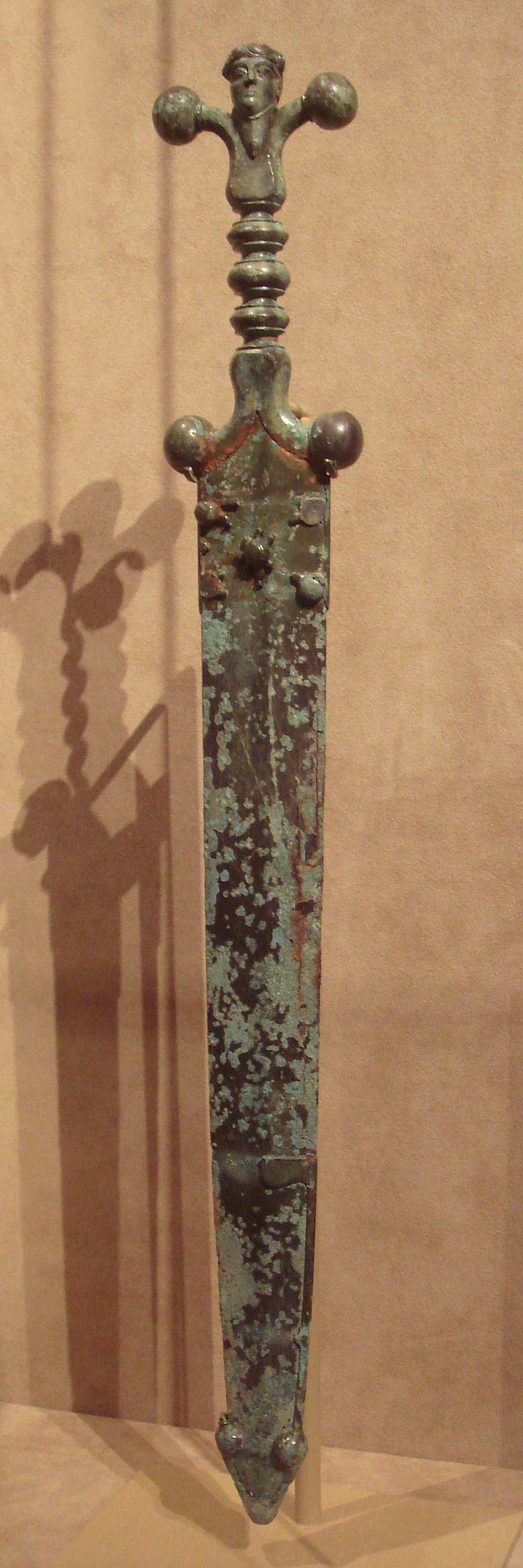
Keltisches Schwert aus norischem Stahl, ca. 60 v. Chr.

Für die sprichwörtliche Stärke des norischen Stahls fand Ovid die Worte: […] durior […] ferro quod noricus excoquit ignis […] („hart wie Eisen und Stahl, in der norischen Esse geschmolzen“).  Fast die gesamte Produktion wurde für die Fertigung von Waffen des Römischen Heeres genutzt. Ursächlich für die besonderen Gebrauchseigenschaften (Schnitthaltigkeit, Schneidfähigkeit und Schärfbarkeit) des Stahls war der bis in neuere Zeit unverstandene Mangangehalt des Erzes bei gleichzeitiger Phosphorarmut.
Das Handelszentrum des Ferrum Noricum befand sich damals in der heute namenlosen Stadt auf dem Magdalensberg, dem damaligen Hauptort der römischen Provinz Noricum, vor der Gründung von Virunum.
Waffen aus norischem Stahl trugen entscheidend zur waffentechnischen Überlegenheit des römischen Reiches bei.

## Fundorte
Das Eisenerz wurde im Erzberg bei Hüttenberg, Kärnten abgebaut, in welchem bereits in vor-römischer Zeit Bergbau betrieben wurde.
In der älteren Forschung wird auch der Erzberg in Eisenerz, Steiermark als Abbauort genannt. Die neuere Archäologie konnte allerdings nachweisen, dass dieser erst im Mittelalter für den Eisenabbau entdeckt wurde. 
Vagn Buchwald hat ein in Krenovica, Mähren gefundenes Schwert, das auf ca. 300 v. Chr. datiert wird, als ein frühes Beispiel norischen Stahls definiert. Die chemische Zusammensetzung belegt die Herkunft des Eisenerzes aus der Mine Erzberg. Ein neueres Schwert aus der Zeit um ca. 100 v. Chr. wurde in Zemplín im Osten der Slowakei gefunden. Es ist 95 cm lang und trägt eine lateinische Inschrift (?V?TILICI?O), die von Buchwald mit „edles Schwert aus norischem Stahl“ übersetzt wird.